# نيل كابلان
نيل كابلان (بالإنجليزية: Neil Kaplan)‏ هو ممثل أمريكي، ولد في 9 مارس 1967 في الولايات المتحدة.

## أعمال

### أفلام
- (2006)  ذكريات اللا أحد

## وصلات خارجية
- نيل كابلان على موقع IMDb (الإنجليزية)
- نيل كابلان على موقع قاعدة بيانات الفيلم (الإنجليزية)
- نيل كابلان على موقع ANN person (الإنجليزية)